# Політика однієї дитини
«Полі́тика одніє́ї дити́ни» або «одна сім'я — одна дитина» — проголошена та здійснювана політичним режимом КНР політика у галузі демографії Китаю щодо обмеження народжуваності, якої країна дотримувалася майже тридцять років — з 1979 до 2015. Його ідеологом став вчений Ма Іньчу.
У 2015 уряд Китаю скасував ту політику. Натомість дозволив сім'ям мати вже дві дитини. Активісти Китаю та західних країн вважають, що попередня політика є грубим порушенням прав людини і репродуктивних прав. Традиційна перевага для дітей чоловічої статі разом із політикою одної дитини призвели до того, що багато дівчаток кидали напризволяще або віддавали в дитячі будинки. Також були випадки селективних абортів через стать дитини і навіть убивств новонароджених дівчат. Унаслідок цього гендерний баланс Китаю перехилився в бік чоловіків.

## Загальні відомості
Населення Китаю вже перевищує 1,3 мільярда осіб, та, попри це, в певних регіонах стала відчутною нестача робочої сили, в інших же — чималий відсоток безробіття. До 2020 на одного працівника припадатимуть 3—4 утриманці. До 2040 число китайців літнього віку сягне чверті мільярда й у 2—3 рази перевищить кількість мешканців країни, молодших за 20 років. Дисбаланс у віковому розподілі населення Китаю призводить до додаткових витрат держбюджету на пенсії, соціальне страхування та медобслуговування.

## Результати політики
Фахівці підрахували, що обмеження народжуваності дозволило за період із кінця 1970-х років запобігти близько 400 мільйонам народжень. Провадження «політики однієї дитини» посилює дисбаланс населення за віком.